# Ферфорест (Јужна Каролина)
Ферфорест (енгл. Fairforest) насељено је место без административног статуса у америчкој савезној држави Јужна Каролина.

## Демографија
По попису из 2010. године број становника је 1.693.
| Група             | 2000.    | 2010.       |
| Белци             | 0 (0,0%) | 707 (41,8%) |
| Афроамериканци    | 0 (0,0%) | 292 (17,2%) |
| Азијати           | 0 (0,0%) | 99 (5,8%)   |
| Хиспаноамериканци | 0 (0,0%) | 599 (35,4%) |
| Укупно            | 0        | 1.693       |